# Sportgemeinschaft Dynamo Dresden 1996-1997
Questa voce raccoglie le informazioni riguardanti il Sportgemeinschaft Dynamo Dresden nelle competizioni ufficiali della stagione 1996-1997.

## Stagione
Nella stagione 1996-1997 il Dinamo Dresda, allenato da Udo Schmuck e Hartmut Schade, concluse il campionato di Regionalliga nordest al 7º posto.

## Rosa
| N. |                     | Ruolo | Calciatore         |
| -- | ------------------- | ----- | ------------------ |
|    | Germania (bandiera) | P     | René Groß          |
|    | Germania (bandiera) | P     | Bernhard Hirmer    |
|    | Germania (bandiera) | P     | Thomas Köhler      |
|    | Germania (bandiera) | D     | Frank Baldauf      |
|    | Germania (bandiera) | D     | Lutz Braun         |
|    | Germania (bandiera) | D     | Sören Holz         |
|    | Germania (bandiera) | D     | Stefan Kirsten     |
|    | Germania (bandiera) | D     | Dirk Oberritter    |
|    | Polonia (bandiera)  | D     | Dariusz Pasieka    |
|    | Germania (bandiera) | D     | Jan Schmidt        |
|    | Germania (bandiera) | D     | Stephan Zschätzsch |
|    | Germania (bandiera) | C     | Sven Baum          |
|    | Germania (bandiera) | C     | Stefan Bernhardt   |

| N. |                                 | Ruolo | Calciatore       |
| -- | ------------------------------- | ----- | ---------------- |
|    | Germania (bandiera)             | C     | Alexander Besser |
|    | Germania (bandiera)             | C     | Peter Heidler    |
|    | Germania (bandiera)             | C     | Ringo Herrig     |
|    | Polonia (bandiera)              | C     | Antoni Jeleń     |
|    | Germania (bandiera)             | C     | Frank Kaiser     |
|    | Germania (bandiera)             | C     | Steffen Kubatzky |
|    | Slovenia (bandiera)             | C     | Miran Pavlin     |
|    | Germania (bandiera)             | C     | Falk Terjek      |
|    | Germania (bandiera)             | A     | Torsten Gütschow |
|    | Germania (bandiera)             | A     | Rico Hanke       |
|    | Bosnia ed Erzegovina (bandiera) | A     | Ante Markesic    |
|    | Germania (bandiera)             | A     | Rocco Milde      |

## Organigramma societario
Area tecnica
- Allenatore: Hartmut Schade
- Allenatore in seconda:
- Preparatore dei portieri:
- Preparatori atletici:
- Analisi video:

## Calciomercato

### Sessione estiva
| Acquisti | Acquisti         | Acquisti         | Acquisti |
| R.       | Nome             | da               | Modalità |
| -------- | ---------------- | ---------------- | -------- |
| A        | Torsten Gütschow | Chemnitz         |          |
| P        | Bernhard Hirmer  | Bayern Monaco II |          |
| D        | Mario Kern       | Kaiserslautern   |          |
| C        | Steffen Kubatzky | Zwickau          |          |
| A        | Rocco Milde      | Hansa Rostock    |          |
| C        | Miran Pavlin     | Olimpia Lubiana  |          |
| D        | Jan Schmidt      | Erzgebirge Aue   |          |
| D        | Steffen Schmidt  | Rot-Weiß Erfurt  |          |

| Cessioni | Cessioni           | Cessioni          | Cessioni |
| R.       | Nome               | a                 | Modalità |
| -------- | ------------------ | ----------------- | -------- |
| D        | Mario Kern         | Lokomotive Lipsia |          |
| C        | Christian Aflenzer | Pola              |          |
| C        | Christian Fröhlich | Monaco 1860 II    |          |
| D        | Michael Hecht      | Greuther Fürth    |          |
| D        | Thomas Hoßmang     | Energie Cottbus   |          |
| C        | Daniel Küttner     | Sachsen Lipsia    |          |
| C        | Nikica Maglica     | Dresdner SC       |          |

### Sessione invernale
| Acquisti | Acquisti      | Acquisti                         | Acquisti |
| R.       | Nome          | da                               | Modalità |
| -------- | ------------- | -------------------------------- | -------- |
| D        | Sören Holz    | Template:Calcio KFC Uerdingen II |          |
| A        | Ante Markesic | Rot-Weiß Erfurt                  |          |

| Cessioni | Cessioni        | Cessioni        | Cessioni |
| R.       | Nome            | a               | Modalità |
| -------- | --------------- | --------------- | -------- |
| C        | Igor Lazic      | Energie Cottbus |          |
| C        | Jörg Schmidt    | Rot-Weiß Erfurt |          |
| D        | Steffen Schmidt | Bischofswerdaer |          |

## Risultati

### Regionalliga

#### Girone di andata
| Arbitro: | Weber |

|                |           |  |
| Lesch 15’, 47’ | Marcatori |  |

| Arbitro: | Augar |

|                       |           |  |
| Gütschow 58’ Baum 75’ | Marcatori |  |

| Arbitro: | Junghof |

|              |           |             |
| Zweigler 17’ | Marcatori | 14’ Schmidt |

| Arbitro: | Fröhlich |

|                            |           |            |
| Baum 47’, 62’ Gütschow 65’ | Marcatori | 39’ Aračić |

| Arbitro: | Richter |

|                                                                   |           |          |
| Hammermüller 3’, 20’ (rig.) Schönitz 51’ Kaiser 69’ Ben-Krema 84’ | Marcatori | 79’ Baum |

| Arbitro: | Robel |

|                                                |           |  |
| Gütschow 13’ (rig.), 21’, 51’ (rig.) Milde 36’ | Marcatori |  |

| Arbitro: | Scheibel |

|                          |           |  |
| Pasieka 22’ Gütschow 27’ | Marcatori |  |

| Arbitro: | Koop |

|                            |           |          |
| Scheller 45’ Weißhaupt 68’ | Marcatori | 82’ Baum |

| Arbitro: | Kruse |

|                                          |           |                              |
| Lazic 14’ Pavlin 37’ Jeleń 73’ Milde 90’ | Marcatori | 33’ Thieme 66’ (rig.) Rambow |

| Arbitro: | Voigt |

|  |           |           |
|  | Marcatori | 29’ Lazic |

| Arbitro: | Voigt |

|                       |           |               |
| Milde 45’ Schmidt 47’ | Marcatori | 9’ Milinkovic |

| Arbitro: | Weise |

|                |           |             |
| Adler 15’, 72’ | Marcatori | 83’ Schmidt |

| Arbitro: | Dommaschk |

|          |           |            |
| Kern 82’ | Marcatori | 11’ Lorenz |

| Berlino 9 novembre 1996, ore 14:00 CET 14ª giornata | Union Berlino | 0 – 0 referto | Dinamo Dresda | Stadio An der Alten Försterei (3 076 spett.)\| Arbitro: \| Robel \| |
| Arbitro:                                            | Robel         |               |               |                                                                     |

| Arbitro: | Keßler |

|             |           |                            |
| Pasieka 53’ | Marcatori | 26’ Zimmerling 27’ Irrgang |

| Arbitro: | Sather |

|                                            |           |                            |
| Brömßer 56’ Binke 58’ (rig.) Zapyshnyi 81’ | Marcatori | 3’, 41’ Gütschow 12’ Milde |

| Arbitro: | Voigt |

|                                           |           |  |
| Schmidt 4’ Pavlin 35’, 67’ Milde 54’, 76’ | Marcatori |  |

#### Girone di ritorno
| Dresda 1º febbraio 1997, ore 14:00 CET 18ª giornata | Dinamo Dresda | 0 – 0 referto | FC Berlino | Rudolf-Harbig-Stadion (4 320 spett.)\| Arbitro: \| Voigt \| |
| Arbitro:                                            | Voigt         |               |            |                                                             |

| Arbitro: | Richter |

|  |           |              |
|  | Marcatori | 40’ Gütschow |

| Arbitro: | Heynemann |

|  |           |               |
|  | Marcatori | 35’ Fankhänel |

| Arbitro: | Augar |

|            |           |  |
| Aračić 54’ | Marcatori |  |

| Arbitro: | Wendorf |

|                                 |           |                         |
| Hanke 54’ Kirsten 74’ Jeleń 85’ | Marcatori | 37’ Clemens 78’ Ziffert |

| Arbitro: | Weise |

|  |           |                       |
|  | Marcatori | 57’ Schmidt 87’ Hanke |

| Arbitro: | Kiefer |

|           |           |                      |
| Maier 79’ | Marcatori | 68’ Pavlin 89’ Milde |

| Arbitro: | Voigt |

|           |           |                       |
| Milde 61’ | Marcatori | 26’ Schmidt 90’ Große |

| Arbitro: | Richter |

|                       |           |                                                    |
| Thieme 60’ Schade 84’ | Marcatori | 13’ Pasieka 28’ Terjek 41’ (aut.) Schade 44’ Hanke |

| Arbitro: | Spickenagel |

|                                |           |  |
| Milde 4’ Terjek 12’ Kaiser 80’ | Marcatori |  |

| Arbitro: | Sturm |

|  |           |                                  |
|  | Marcatori | 41’, 68’ Pavlin 88’ (rig.) Milde |

| Arbitro: | Robel |

|  |           |                            |
|  | Marcatori | 30’ Block 56’ (rig.) Aksoy |

| Arbitro: | Wendorf |

|                   |           |              |
| Kunert 72’ (rig.) | Marcatori | 85’ Gütschow |

| Arbitro: | Kruse |

|              |           |                              |
| Gütschow 69’ | Marcatori | 35’ Küntzel 57’ (rig.) Skela |

| Arbitro: | Weber |

|  |           |                              |
|  | Marcatori | 16’ Pasieka 77’ (rig.) Milde |

| Arbitro: | Binkowski |

|                  |           |  |
| Milde 58’ (rig.) | Marcatori |  |

| Arbitro: | Sather |

|                      |           |              |
| Papst 26’ Ludwig 50’ | Marcatori | 37’ Gütschow |

## Statistiche

### Statistiche di squadra
| Competizione         | Punti | In casa | In casa | In casa | In casa | In casa | In casa | In trasferta | In trasferta | In trasferta | In trasferta | In trasferta | In trasferta | Totale | Totale | Totale | Totale | Totale | Totale | DR  |
| Competizione         | Punti | G       | V       | N       | P       | Gf      | Gs      | G            | V            | N            | P            | Gf           | Gs           | G      | V      | N      | P      | Gf     | Gs     | DR  |
| -------------------- | ----- | ------- | ------- | ------- | ------- | ------- | ------- | ------------ | ------------ | ------------ | ------------ | ------------ | ------------ | ------ | ------ | ------ | ------ | ------ | ------ | --- |
| Regionalliga nordest | 57    | 17      | 10      | 2       | 5       | 33      | 16      | 17           | 7            | 4            | 6            | 24           | 22           | 34     | 17     | 6      | 11     | 57     | 38     | +19 |
| Totale               | 57    | 17      | 10      | 2       | 5       | 33      | 16      | 17           | 7            | 4            | 6            | 24           | 22           | 34     | 17     | 6      | 11     | 57     | 38     | +19 |

### Andamento in campionato
| Giornata  | 1  | 2 | 3 | 4 | 5 | 6 | 7 | 8 | 9 | 10 | 11 | 12 | 13 | 14 | 15 | 16 | 17 | 18 | 19 | 20 | 21 | 22 | 23 | 24 | 25 | 26 | 27 | 28 | 29 | 30 | 31 | 32 | 33 | 34 |
| --------- | -- | - | - | - | - | - | - | - | - | -- | -- | -- | -- | -- | -- | -- | -- | -- | -- | -- | -- | -- | -- | -- | -- | -- | -- | -- | -- | -- | -- | -- | -- | -- |
| Luogo     | T  | C | T | C | T | C | C | T | C | T  | C  | T  | C  | T  | C  | T  | C  | C  | T  | C  | T  | C  | T  | T  | C  | T  | C  | T  | C  | T  | C  | T  | C  | T  |
| Risultato | P  | V | N | V | P | V | V | P | V | V  | V  | P  | N  | N  | P  | N  | V  | N  | V  | P  | P  | V  | V  | V  | P  | V  | V  | V  | P  | N  | P  | V  | V  | P  |
| Posizione | 17 | 9 | 8 | 4 | 8 | 8 | 7 | 7 | 6 | 5  | 4  | 4  | 4  | 6  | 6  | 7  | 6  | 7  | 6  | 7  | 7  | 7  | 7  | 7  | 7  | 6  | 6  | 5  | 6  | 7  | 7  | 7  | 7  | 7  |

Legenda:

Luogo: C = Casa; T = Trasferta. Risultato: V = Vittoria; N = Pareggio; P = Sconfitta.

### Statistiche dei giocatori
| F. Baldauf    | 1  | 0  | 0  | 0 |
| S. Baum       | 18 | 5  | 1  | 1 |
| S. Bernhardt  | 16 | 0  | 4  | 0 |
| A. Besser     | 2  | 0  | 0  | 0 |
| L. Braun      | 8  | 0  | 0  | 0 |
| R. Groß       | 6  | 0  | 1  | 0 |
| T. Gütschow   | 30 | 12 | 4  | 0 |
| R. Hanke      | 14 | 3  | 0  | 0 |
| P. Heidler    | 17 | 0  | 1  | 0 |
| R. Herrig     | 13 | 0  | 4  | 1 |
| B. Hirmer     | 0  | 0  | 0  | 0 |
| S. Holz       | 5  | 0  | 0  | 0 |
| A. Jeleń      | 32 | 2  | 10 | 1 |
| F. Kaiser     | 8  | 1  | 0  | 0 |
| M. Kern       | 5  | 1  | 2  | 0 |
| S. Kirsten    | 16 | 1  | 1  | 0 |
| S. Kubatzky   | 3  | 0  | 1  | 0 |
| T. Köhler     | 29 | 0  | 1  | 0 |
| I. Lazic      | 7  | 2  | 1  | 0 |
| A. Markesic   | 7  | 0  | 0  | 0 |
| R. Milde      | 30 | 12 | 7  | 1 |
| D. Oberritter | 31 | 0  | 5  | 1 |
| D. Pasieka    | 31 | 4  | 12 | 0 |
| M. Pavlin     | 29 | 6  | 2  | 0 |
| J. Schmidt    | 34 | 4  | 6  | 0 |
| J. Schmidt    | 13 | 1  | 6  | 1 |
| S. Schmidt    | 11 | 0  | 0  | 0 |
| F. Terjek     | 21 | 2  | 2  | 0 |
| S. Zschätzsch | 5  | 0  | 1  | 0 |